# أدريان بوني
أدريان بوني (مواليد 8 سبتمبر 1988) هو لاعب كرة قدم. يلعب مع منتخب الإكوادور لكرة القدم. سبق له أن لعب في كأس العالم لكرة القدم مع منتخب بلاده.

## روابط خارجية
- أدريان بوني على موقع الاتحاد الدولي (مؤرشف)  (الإنجليزية)
- أدريان بوني على موقع قاعدة بيانات كرة القدم.إي يو (الإنجليزية)
- أدريان بوني على موقع ناشيونال فوتبول تيمز (الإنجليزية)
- أدريان بوني على موقع Soccerway.com (الإنجليزية)
- أدريان بوني على موقع AS.com (الإسبانية)